# Девять совсем незнакомых людей (роман)
«Девять совсем незнакомых людей» (англ. Nine Perfect Strangers) — роман австралийской писательницы Лианы Мориарти, впервые опубликованный в 2018 году и вошедший в список бестселлеров по версии The New York Times. Стал литературной основой для одноимённого сериала с Николь Кидман в одной из главных ролей.

## Сюжет и судьба текста
Действие романа происходит в элитном пансионате, расположенном в глухом уголке, куда приезжают девять человек: семья Маркони, писательница Фрэнсис, супруги Бен и Джессика, адвокат Ларс, разведённая домохозяйка Кармел, пенсионер Тони. Директор пансионата, русская красавица Маша, обещает исцеление тела и души. Каждый из гостей хочет забыть своё мрачное прошлое, но получается это не у всех.
Роман вошёл в список бестселлеров по версии The New York Times. Мнения критиков разошлись. Пэтти Рул из USA Today оценила «Девять совсем незнакомых людей» на две звезды из четырёх возможных, написав, что эта книга заметно хуже предыдущих романов Лианы Мориарти. Лиза Скоттолайн из New York Times дала более высокую оценку: по её мнению, все персонажи книги «полностью реализованы, у них захватывающая жизнь, отношения и мотивы», роман «заставляет задуматься, но никогда не бывает педантичным», поскольку «поднимает важные вопросы о нашем неустанном стремлении к самосовершенствованию».
В августе 2021 года на экраны вышел одноимённый сериал с Николь Кидман в одной из главных ролей.